# Blauwbaardtangare
De blauwbaardtangare (Tangara johannae) is een zangvogel uit de familie Thraupidae (tangaren). 

## Verspreiding en leefgebied
Deze soort komt voor in westelijk Colombia en noordwestelijk Ecuador. De leefgebieden liggen in de uitlopers van de Andes naar de kust van de Grote Oceaan. De vogel leeft aan de randen van vochtig, natuurlijk, tropisch bos in heuvelland tot ongeveer 800 m boven zeeniveau, zelden tot 1000 m.